# Marvin Kirchhöfer
Marvin Kirchhöfer, né le 19 mars 1994 à Leipzig, est un pilote automobile allemand.

## Biographie

### Des débuts en monoplace couronnés de succès (2012-2013)

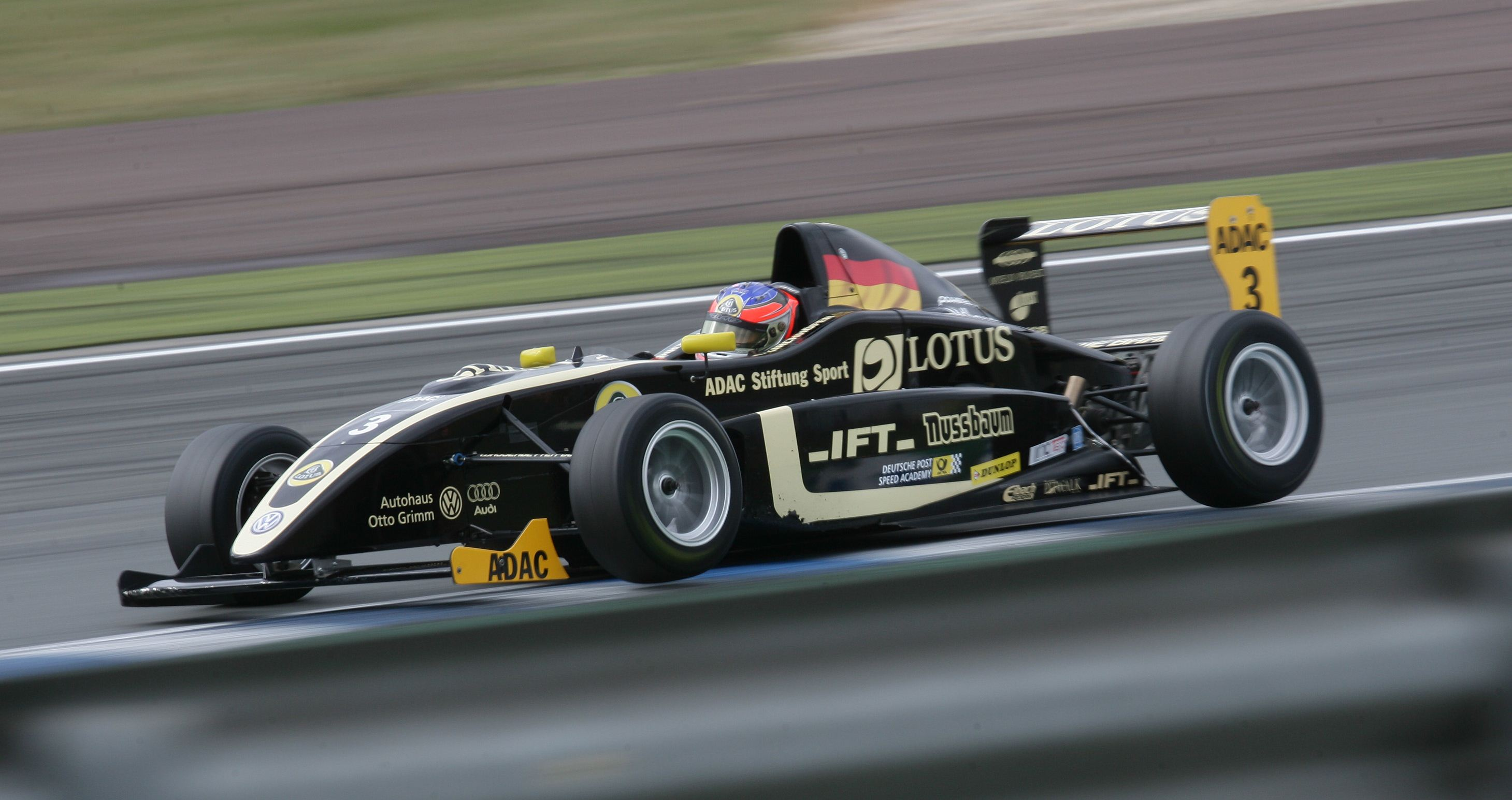
Marvin Kirchhöfer en 2012.

Après avoir couru une dizaine d'années en karting, et avoir notamment remporté le championnat d'Allemagne en 2011, Marvin Kirchhöfer fait ses débuts en monoplaces dans son pays en 2012 en ADAC Formel Masters. Au sein de la Motopark Academy, qui prend le nom de Lotus, il s'impose dès sa première course à la Motorsport Arena Oschersleben. Il remporte au total neuf courses, dont les trois dernières de la saison à Hockenheim. Il est sacré champion avec 329 points.
En 2013, il reste chez Lotus et participe au championnat d'Allemagne de Formule 3. Il domine largement ses adversaires et remporte treize des vingt-six courses de la saison. Il est de nouveau champion, avec près de 200 points d'avance sur son dauphin Artem Markelov
.

### De bonnes performances en GP3 Series (2014-2015)
En 2014, Marvin Kirchhöfer rejoint l'écurie française ART Grand Prix et participe au championnat de GP3 Series. Il marque des points régulièrement et monte sur son premier podium à Silverstone. Il remporte sa première course à Hockenheim, puis ne marque aucun point les cinq courses suivantes. Il termine la saison par cinq podiums en six courses et se classe 3e du championnat avec 161 points, seulement 2 unités derrière Dean Stoneman. En parallèle, il prend part aux trois courses de Silverstone dans le Championnat de Grande-Bretagne de Formule 3, avec Fortec Motorsport. Il se fait remarquer en terminant 3e de la course 1, puis en remportant les deux autres courses du week-end. 
ART Grand Prix reconduit Kirchhöfer en 2015 et l'allemand participe à sa deuxième saison de GP3 Series. Grâce à son année d'expérience et à sa connaissance de l'écurie, il s'impose dès la deuxième course de la saison à Catalunya. Même s'il remporte quatre autres courses et qu'il monte huit fois sur le podium, il ne peut rivaliser avec son équipier Esteban Ocon qui remporte le titre, et Luca Ghiotto. Il se classe 3e avec 200 points.

### Difficultés en GP2 Series (2016)
Deux moins avant le début de la saison 2016 de GP2 Series, Carlin Motorsport annonce que Marvin Kirchhöfer sera un des pilotes de l'écurie. Il montre de belles choses à Monaco avec une 7e place le samedi et une 2e place le lendemain, mais passe le reste de la saison dans le ventre mou du peloton. Il marque aussi des points à Silverstone, à Hockenheim et à Monza, mais ne termine pas la saison puisqu'il est remplacé par le récent vice-champion de Formule V8 3.5 Louis Delétraz, à Yas Marina. Il termine à la 17e place du championnat avec 21 points mais devance au classement les trois autres pilotes ayant roulé pour Carlin cette saison.

### Reconversion en GT (depuis 2017)
Sans baquet en GP2 en 2017, Marvin Kirchhöfer décide d'abandonner la monoplace et de passer en GT. Il s'engage en ADAC GT Masters et termine 15e du championnat avec deux podiums, au volant d'une Mercedes-AMG GT3. Il participe également à quelques courses de Blancpain Endurance Series et remporte notamment une victoire à Spa-Francorchamps.
En 2018, avec Callaway Competition, il remporte trois courses en ADAC GT Masters et se classe 3e au classement des pilotes. Il participe également à la saison de Blancpain Endurance Series avec Maxime Martin. Les deux pilotes finissent 32e du championnat avec une pole position.
En 2019, il remporte trois autres courses en ADAC GT Masters et une course en Blancpain GT World Challenge Europe.

## Carrière

### Résultats en monoplace
| Saison | Championnat                                 | Écurie            | Courses | Victoires | Pole positions | Meilleurs tours | Podiums | Points | Classement |
| ------ | ------------------------------------------- | ----------------- | ------- | --------- | -------------- | --------------- | ------- | ------ | ---------- |
| 2012   | ADAC Formel Masters                         | Lotus             | 23      | 9         | 7              | 8               | 16      | 329    | Champion   |
| 2013   | Championnat d'Allemagne de Formule 3        | Lotus             | 26      | 13        | 13             | 17              | 25      | 511    | Champion   |
| 2014   | GP3 Series                                  | ART Grand Prix    | 16      | 1         | 2              | 4               | 7       | 161    | 3e         |
| 2014   | Championnat de Grande-Bretagne de Formule 3 | Fortec Motorsport | 3       | 2         | 0              | 2               | 3       | 54     | 8e         |
| 2015   | GP3 Series                                  | ART Grand Prix    | 18      | 5         | 1              | 1               | 8       | 200    | 3e         |
| 2016   | GP2 Series                                  | Carlin Motorsport | 20      | 0         | 0              | 0               | 1       | 21     | 17e        |